# Município de Monterey (condado de Putnam, Ohio)
O município de Monterey (em inglês: Monterey Township) é um município localizado no condado de Putnam no estado estadounidense de Ohio. No ano de 2010 tinha uma população de 2.068 habitantes e uma densidade populacional de 32,38 pessoas por km².

## Geografia
O município de Monterey encontra-se localizado nas coordenadas 40° 56′ 51″ N, 84° 21′ 36″ O. Segundo o Departamento do Censo dos Estados Unidos, o município tem uma superfície total de 63.87 km², da qual 63,72 km² correspondem a terra firme e (0,24 %) 0,15 km² é água.

## Demografia
Segundo o censo de 2010, tinha 2.068 habitantes residindo no município de Monterey. A densidade populacional era de 32,38 hab./km². Dos 2.068 habitantes, o município de Monterey estava composto pelo 98,65 % brancos, o 0,29 % eram afroamericanos, o 0,39 % eram asiáticos, o 0,44 % eram de outras raças e o 0,24 % eram de uma mistura de raças. Do total da população o 0,82 % eram hispanos ou latinos de qualquer raça.